# Praktica DTL3

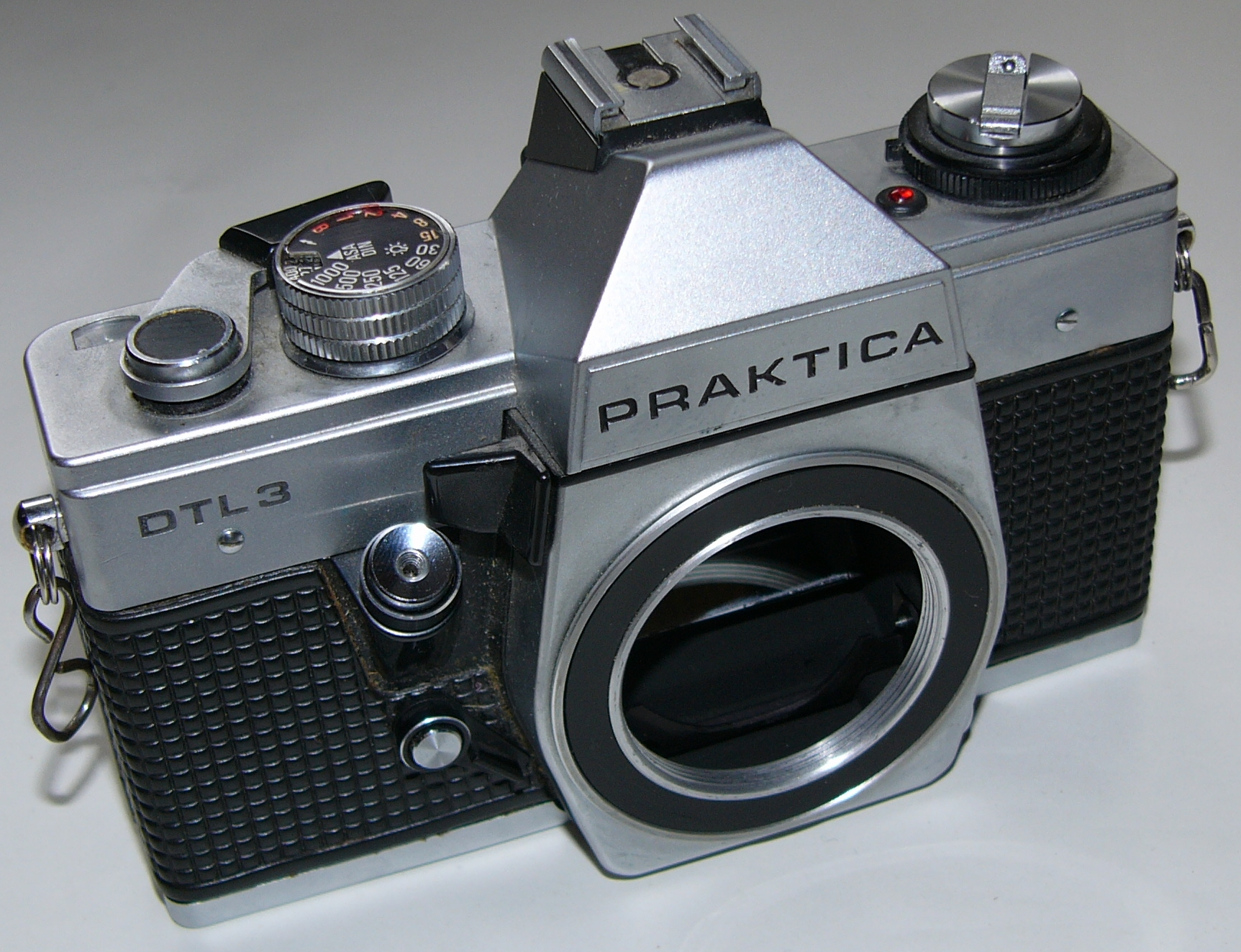
Praktica DTL 3 Gehäuse

Die Pentacon Praktica DTL3 ist eine einäugige Spiegelreflexkamera der in Dresden ansässigen Firma Pentacon, die damals noch unter Kombinat VEB Pentacon Dresden firmierte. Die Kamera gehört zur L-Reihe und ist Nachfolger der Praktica LTL2. Im Gegensatz zu ihr besitzt die DTL3 jedoch 4 statt 2 LEDs. Hergestellt wurde sie von 1979 bis 1982. 

## Ausstattung
- TTL-Belichtungsmessung bei Arbeitsblende
- Stahllamellenverschluss mit Belichtungszeiten zwischen 1/1000 und 1 Sekunde, zusätzliche Einstellung für Bulb (Langzeitbelichtung und Blitzlicht)
- Objektivanschluss: M42×1 Gewinde
- Filmempfindlichkeit einstellbar von ISO 12/12° – 1600/33°
- Sucher: Pentaprisma mit Fresnel-Mattscheibe, in der Suchermitte sind zusätzlich ein Mikroprismenring sowie ein waagerechtes Messkeilpaar angeordnet.
- Anzeige der Belichtungsmessung über vier LED, die rechts im Sucher senkrecht angeordnet sind.
- vom Auslöser getrennte Belichtungsmesstaste, die gleichzeitig die Blende auf den eingestellten Wert schließt
- auf der Gerätevorderseite befindlicher mechanischer Selbstauslöser mit einer Ablaufzeit von ca. 8 Sekunden
- Blitzlicht-Geräte können an den Steckschuh über dem Pentaprisma angeschlossen werden, die Synchronzeit liegt bei 1/125 s.
- zusätzliche Blitzbuchse ermöglicht Anschluss weiterer Blitzgeräte
- Auslösesperre mit Anzeige im Sucher
- Spannungsversorgung für die Belichtungsmessung: PX-21 Batterie auf der Gehäuseunterseite
- Batteriekontrollleuchte auf der Geräteoberseite
- Bildzählwerk auf der Geräteoberseite (setzt sich bei Öffnen der Rückwand automatisch zurück)
- genoppter Kamerabezug
- rechteckiger Anschluss am Sucher zur Anbringung von Okularzubehör